# 崔之久
崔之久（1933年—），男，安徽宣城人，中国地貌学家、冰川冻土学家，曾任北京大学教授、博士生导师。